# Kemi Badenoch

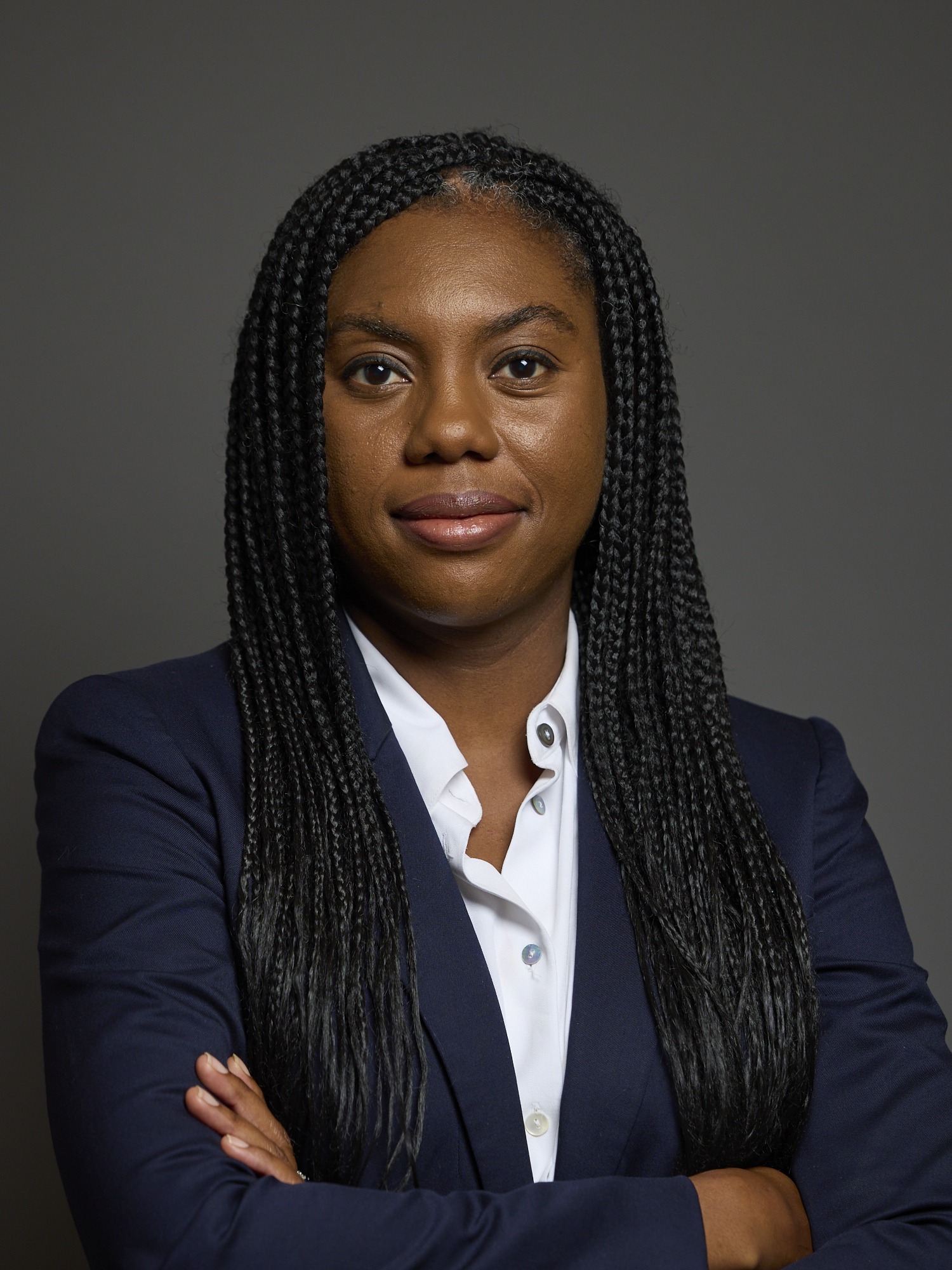
Kemi Badenoch

Olukemi 'Kemi' Olufunto Badenoch  (Wimbledon, 2 januari 1980), geboren Adegoke, is een Brits politica voor de Conservatieve Partij. Zij werd in 2017 gekozen als lid van het Lagerhuis voor Saffron Walden (sinds 2024 onderdeel van het kiesdistrict North West Essex). Van februari 2023 tot 5 juli 2024 was ze minister van Economische Zaken en Handel in de regering van Rishi Sunak. Daarvoor was ze minister van Internationale Handel, een portefeuille die ze ook had in de regering van Liz Truss.  Zij bekleedde eerder verschillende functies in de regeringen van Boris Johnson. Op 2 november 2024 werd ze door de leden van de Conservatieve Partij gekozen tot partijleider. 

## Biografie
Kemi Adegoke's ouders zijn van Nigeriaanse afkomst. Haar vader was huisarts en haar moeder hoogleraar fysiologie. Haar jeugd bracht ze deels door in de Verenigde Staten, en deels in Lagos (Nigeria). Op 16-jarige leeftijd keerde ze terug naar het Verenigd Koninkrijk. Na een studie informatica aan de Universiteit van Sussex werkte ze als software-ingenieur bij Logica. Daarna was ze werkzaam bij de Royal Bank of Scotland Group en bij de bank Coutts. In 2015 en 2016 was ze directeur digitale zaken bij The Spectator. Zij trouwde in 2012 met de bankier Hamish Badenoch, die ook actief is in de Conservatieve Partij. Ze gebruikt sinds haar huwelijk de achternaam van haar man.

## Politieke loopbaan
Badenoch had zich in 2005 aangesloten  bij de Conservatieve Partij. Bij de algemene verkiezingen van 2010 nam ze het in het kiesdistrict Dulwich and West Norwood op tegen Labour prominent Tessa Jowell en werd derde. In 2012 stelde Badenoch zich zonder succes kandidaat voor een zetel in de London Assembly. Drie jaar later werd ze wel in de Assembly gekozen. Bij het referendum over het Britse lidmaatschap van de EU in 2016 sprak Badenoch zich uit vóór Brexit. 
Bij de algemene verkiezingen van 2017 werd ze verkozen als Lagerhuislid voor Saffron Walden. Zij stemde in 2019 voor het akkoord dat premier Theresa May wilde sluiten met de Europese Unie. Toen Boris Johnson in juli 2019 premier werd, werd Badenoch benoemd tot onder-staatssecretaris voor Kinderen en Gezinnen. Bij de herverdeling van regeringsfuncties in februari 2020 (ten tijde van het Kabinet Johnson-II) werd ze benoemd tot staatssecretaris bij het ministerie van Financiën en onder-staatssecretaris voor Gelijkheid. In september 2021 werd zij bevorderd tot staatssecretaris voor Gelijkheid, en voor Lokaal Bestuur, Geloof en Gemeenschappen.
In juli 2022 trad zij met andere leden van de regering als protest tegen de regeringsstijl van Boris Johnson. Nadat Johnson zijn aftreden had aangekondigd, stelde Badenoch zich kandidaat voor het leiderschap van de Conservatieve Partij. Zij werd in de vierde ronde van de verkiezingen uitgeschakeld.  De uiteindelijke winnaar van de leiderschapsverkiezingen, Liz Truss, benoemde Badenoch op 6 september 2022 in haar kabinet als minister voor internationale handel. Deze positie behield ze na 25 oktober 2022 in het kabinet van Truss' opvolger Rishi Sunak. In februari 2023 werd haar portefeuille tijdens een herschikking binnen het kabinet uitgebreid tot Economische zaken en handel (Business and Trade).
In de aanloop naar de Lagerhuisverkiezingen van 4 juli 2024 werd haar kiesdistrict Saffron Walden onderdeel van het nieuwe district North West Essex. Badenoch werd hier herkozen. Na het verlies van de Conservative Party bij deze verkiezingen werd ze lid van Sunaks schaduwkabinet.

## Partijleider
Op 28 juli 2024 kondigde Badenoch aan dat ze zich kandidaat had gesteld om Rishi Sunak op te volgen als partijleider. Op 2 november 2024 werd ze door de leden van de Conservatieve Partij gekozen tot partijleider. Ze won in de laatste ronde van de strijd om het partijleiderschap met 56% van de stemmen van Robert Jenrick. 
Badenoch bood de andere Conservatieve parlementariers die zich kandidaat hadden gesteld in de leiderschapsverkiezing een plaats aan in haar schaduwkabinet. Dit werd gezien als een handreiking om de verdeeldheid binnen de partij te overbruggen. Robert Jenrick, Mel Stride en Priti Patel accepteerden het aanbod. James Cleverly en Tom Tugendhat zagen ervan af.

## Politieke standpunten
Badenoch is overtuigd voorstander van Brexit. Zij  hoort bij de rechtervleugel van de Conservatieve Partij maar wordt gezien als een vernieuwer die moeilijk in een hokje te plaatsen is. Zij is zeer kritisch over zogenaande 'woke'-ideologie rond cultuur en identiteit en kritische rassentheorie; ook is zij niet van mening dat er in het VK sprake is van institutioneel racisme. Zij heeft zich ook uitgesproken tegen plannen om meer 'black history' (de geschiedenis van de Afrikaanse diaspora) in het curriculum op te nemen.

## Externe bronnen
- Website Kemi Badenoch
- Profiel Kemi Badenoch op website House of Commons